# Littorina aleutica
Littorina aleutica là một loài ốc biển, là động vật thân mềm chân bụng sống ở biển trong họ Littorinidae.